# Уничтожение отряда Эльфинстона
Уничтожение отряда Эльфинстоуна (англ. Massacre of Elphinstone's army), или отступление британской армии из Кабула (англ. Retreat from Kabul) — эпизод первой англо-афганской войны, отступление британского отряда с сопровождавшими его гражданскими лицами из Кабула в Джелалабад.
Британцы вышли из Кабула 6 января под командованием генерала Эльфинстоуна. Афганские лидеры обещали не препятствовать их возвращению в Индию, но с первого же дня стали обстреливать отступающих, которые несли большие потери ранеными, убитыми, пленными и обмороженными. Последние уцелевшие были окружены и уничтожены около Гандамака 13 января. Из 16 000 человек, которые начали марш из Кабула, до Джалалабада добрался только полковой врач Уильям Брайдон и несколько индийцев. Около сотни человек впоследствии были освобождены из афганского плена.
В августе 1842 года британское командование отправило новую армию в поход на Кабул. Им удалось спасти ещё некоторое количество индийцев, проданных афганцами в рабство.

### Статьи
- Dupree, Louis. The Retreat of the British Army from Kabul to Jalalabad in 1842: History and Folklore (англ.) // Journal of the Folklore Institute. — Indiana University Press, 1967. — Vol. 4. — P. 50–74.